# Pectinaria chilensis
Pectinaria chilensis är en ringmaskart som först beskrevs av Nilsson 1928.  Pectinaria chilensis ingår i släktet Pectinaria och familjen Pectinariidae. Inga underarter finns listade i Catalogue of Life.